# Lochmaeocles grisescens
Lochmaeocles grisescens là một loài bọ cánh cứng trong họ Cerambycidae.